# Stara stacja kolejowa w Afuli
Stara stacja kolejowa w Afuli (hebr. תחנת הרכבת עפולה) – dawna stacja kolejowa zlokalizowany w mieście Afula na północy Izraela.

## Historia
W latach 1903–1905 władze osmańskie wybudowały w Dolinie Jezreel nową linię kolejową Doliny. Była ona odnogą linii kolejowej Hidżaz, która łączyła Damaszek z Medyną. Powstanie tutejszej stacji kolejowej przyniosło pewne ożywienie gospodarcze całej dolinie. W bardzo krótkim odstępie czasu w pobliżu stacji powstało żydowskie gospodarstwo spółdzielcze Merchawja (przekształcone w 1922 roku w moszaw Merchawja), a w 1913 roku sąsiednie gospodarstwo Tel Adaszim (przekształcone w 1923 roku w moszaw Tel Adaszim). W latach 1912–1915 Turcy wybudowali linię kolejową łączącą tutejszą stację kolejową z miastem Nablus w Samarii. W wyniku I wojny światowej w 1918 roku cała Palestyna przeszła pod panowanie Brytyjczyków, którzy utworzyli tutaj Mandat Palestyny. Mniej więcej w tym samym czasie środowiska syjonistyczne postanowiły wybudować w Dolinie Jezreel żydowskie miasto Afula. W wyborze jego lokalizacji uwzględniano obecność linii i stacji kolejowej. Tutejsza stacja pełniła funkcję regionalnego centrum handlowego, a od 1922 roku znajdowała się w niej także siedziba poczty, która obsługiwała wszystkie okoliczne osady wiejskie. W 1933 roku przy stacji wybudowano wieżę ciśnień, a na jej parterze mieściła się remiza strażacka. Podczas arabskiego powstania w Palestynie (1936–1939) Brytyjczycy wybudowali w jej sąsiedztwie fort policji Fort Tegart. Podczas II wojny światowej w pobliżu posterunku policji utworzono obóz dla włoskich jeńców wojennych. W dniu 14 listopada 1942 roku do Afuli dotarł pociąg z grupą żydowskich uciekinierów z Wiednia. Przedostali się oni przez Węgry, Bułgarię, Turcję i Francuski Mandat Syrii do Ziemi Izraela, przywożąc z sobą pierwsze świadectwo o masowej eksterminacji Żydów przez niemieckich nazistów w Europie. Grupa ta obejmowała 69 Żydów i 45 Brytyjczyków, którzy posiadali brytyjskie paszporty. Przyczyniło się to do zwiększenia działań Hagany aby wspierać aliję. W odpowiedzi na brytyjskie represje, żydowskie organizacje paramilitarne przeprowadziły szereg zamachów. W nocy 1 listopada 1945 roku jednostka Palmach zaatakowała stację kolejową w Afuli. W wyniku tego ataku przez pewien czas stacja była zamknięta, jednak służyła aż do 2 marca 1948 roku, kiedy to została sabotowana w obawie przed inwazję państw arabskich na nowo tworzone państwo żydowskie.
Obecnie trwają prace budowlane nad budową nowej linii kolejowej, która ma połączyć Hajfę z Bet Sze’an. Nowa stacja kolejowa w Afuli będzie znajdować się na północny wschód od starej. Prace prawdopodobnie zostaną ukończone w 2015 roku.